# 川面剛
川面 剛（かわづら つよし、1975年1月11日 - ）は、福岡県北九州市門司区出身のプロバスケットボール選手である。ポジションはポイントガード。175cm、72kg。
2018年1月、長男が生まれる。

## 来歴
萩ヶ丘小学校に在籍していた11歳の時にバスケットボールを始める。戸ノ上中学校を卒業後、八幡西高校（現:自由ケ丘高校）を経て流通科学大学に進学する。
1997年に松下電器に入社。2002-03シーズンにはフリースロー賞を獲得する。
2005年、地元福岡からスーパーリーグに参戦する福岡レッドファルコンズに移籍しプロ契約を結ぶ。しかしシーズン途中で活動休止となったため、福岡よりbjリーグに参戦を目指していた福岡BBボーイズと契約。
2006年4月、福岡大学大学院スポーツ健康科学研究科に入学。「バスケットボールのフリースロー」について研究を行っている。
2007年よりチームがライジング福岡としてbjリーグ参戦が決まる。チームからプロテクトされて残留し、キャプテンとしてチームを引っ張る。
2010年6月、プロ引退を発表。球団は川面の功績を讃え、背番号11をbjリーグ初となる永久欠番とした。
今後は九州共立大学講師に就任し、バスケ普及に努める他、アマチュア選手としてプレーを続ける予定である。

## エピソード
- 元福岡ソフトバンクホークスの小久保裕紀を敬愛しており、2008-2009のオールスターでは、背番号9をつけている。小久保も何度かライジング福岡のホームゲームに来場している。